# Энкарнасан (Мафра)
Энкарнасан (порт. Encarnação) — район (фрегезия) в Португалии, входит в округ Лиссабон. Является составной частью муниципалитета Мафра. Находится в составе крупной городской агломерации Большой Лиссабон. По старому административному делению входил в провинцию Эштремадура. Входит в экономико-статистический субрегион Большой Лиссабон, который входит в Лиссабонский регион. Население составляет 4 798 человека на 2011 год. Занимает площадь 28,54 км².